# Matilde Kondrup Nielsen
Matilde Kondrup Nielsen (født 9. februar 1995 i Farsø) er en dansk håndboldspiller som spiller for Ajax København.
Hun har tidligere spillet for Nykøbing Falster Håndboldklub, Odense Håndbold, Skive fH, Aalborg DH og I. K. Vest. Matilde startede med at spille håndbold som 4-årig i I. K. Vest inden hun som 16-årig skiftede til Aalborg DH. Hun har spillet 17 ungdomslandskampe for Danmark og scorede 26 mål, hun blev verdensmester for U-18 i 2012 og vandt bronze ved EM 2013 for U-19 piger.